# Pseudozarba excavata
Pseudozarba excavata là một loài bướm đêm trong họ Noctuidae.